# Eudonia persimilis
Eudonia persimilis là một loài bướm đêm trong họ Crambidae.